# Pregunta de opción múltiple
La pregunta de opción múltiple, de selección múltiple o multiopción es una forma de evaluación por la cual se solicita a los encuestados o examinados seleccionar una o varias de las opciones de una lista de respuestas, este tipo de pregunta es usado en evaluaciones educativas (en lo que popularmente se llaman exámenes tipo test), en elecciones (para escoger entre múltiples candidatos o partidos políticos diferentes), en los cuestionarios para estudios de mercado, encuestas, estadística y muchas otras áreas.
Se considera a Frederick J. Kelly, de la Universidad de Kansas, el creador de las preguntas de opción múltiple (multiple-choice test) en 1914. Uno de los primeros usos de este tipos de cuestionarios sirvió para evaluar las capacidades de los reclutas para la Primera Guerra Mundial de Francia. También se ha venido usando en las pruebas de la taxonomía de objetivos de la educación.

## Formato
Un formato típico puede ser el de un enunciado.Es la forma de evaluación por la cual se solicita a los encuestados o examinados seleccionar una o varias de las opciones de la lista de respuestas.

## Variantes
Existen distintos métodos de corrección de este tipo de exámenes. Puede haber, por ejemplo, penalización por las respuestas incorrectas, es decir, una puntuación negativa por respuesta incorrecta, normalmente de menor peso que el otorgado a cada respuesta correcta.

## Críticas
Entre las muchas críticas que reciben las pruebas o exámenes basados en este tipo de evaluación, son las de los posibles fallos de sintaxis a la hora de redactar el examen y los defectos técnicos. 